# Rafael Albrecht
José Rafael Albrecht (født 23. august 1941 i Tucumán, Argentina, død 3. maj 2021) var en argentinsk fodboldspiller, der som forsvarer på Argentinas landshold deltog ved to VM-slutrunder (1962 og 1966). I alt nåede han at spille 39 kampe og score tre mål for landsholdet.
Albrecht startede sin klubkarriere i hjemlandet hos Estudiantes, og tilbragte efterfølgende syv år hos San Lorenzo. I 1970 skiftede han til mexicansk fodbold, hvor han var tilknyttet først Club León og efterfølgende Atlas. Med San Lorenzo vandt han i 1968 et argentinsk mesterskab.